# Garrett Gerloff

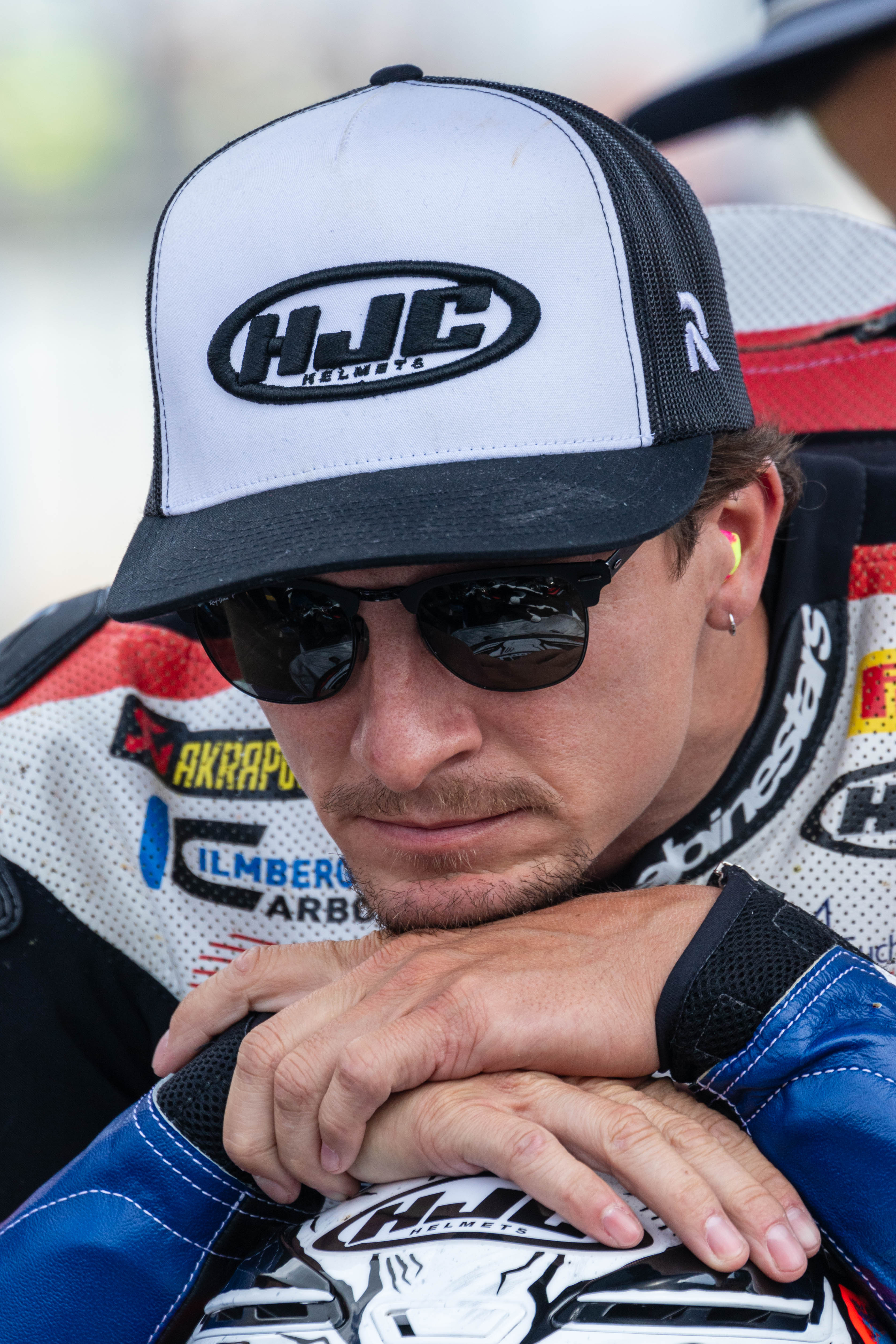
Garrett Gerloff, 2024

Garrett Gerloff (* 1. August 1995 in Tualatin (Oregon)) ist ein US-amerikanischer Motorradrennfahrer.

## Karriere
Nach mehreren Erfolgen in nationalen Serien wie der Daytona Sportbike Championship stieg Gerloff, welcher in The Woodlands, Texas aufgewachsen war, 2015 in die MotoAmerica Supersport auf, die er auf Anhieb auf einer Yamaha als Dritter abschloss; 2016 und 2017 wurde er Meister.
2018 stieg Gerloff in die AMA Superbike Championship auf und wurde mit fünf Podestplätzen Fünfter. Die Saison 2019 schloss er mit vier Siegen als Gesamtdritter hinter seinem Teamkollegen Cameron Beaubier sowie dem früheren Moto2-Weltmeister Toni Elías ab.
2020 wurde der Texaner Stammfahrer in der Superbike-Weltmeisterschaft. Er trat für das GRT Yamaha WorldSBK Junior Team an und fuhr weiterhin auf einer Yamaha. Gerloff schloss die Saison als WM-Elfter ab. Sein bestes Resultat war Rang zwei hinter Toprak Razgatlıoğlu beim zweiten Rennen der letzten Saisonveranstaltung auf dem Circuito do Estoril in Portugal.
Am ersten Novemberwochenende 2020 vertrat Gerloff beim Großen Preis von Europa in der MotoGP-Klasse der Motorrad-Weltmeisterschaft Valentino Rossi im Yamaha-Werksteam. Er nahm anstelle des Italieners an den Freitagstrainings teil, da dieser noch auf das Ergebnis eines COVID-19-Test warten musste. Trotz fehlender Streckenkenntnis und keinerlei Erfahrung auf der Yamaha YZR-M1 sowie nasser Witterungsverhältnisse verlor Gerloff in beiden Trainingssitzungen nur jeweils 1,5 s auf die Spitze.

## Statistik

### In der Superbike-Weltmeisterschaft
(Stand: 25. Februar 2024)
| Saison | Team                            | Motorrad       | Rennen | Siege | Zweiter | Dritter | Poles | Schn. Runden | Punkte | Ergebnis |
| ------ | ------------------------------- | -------------- | ------ | ----- | ------- | ------- | ----- | ------------ | ------ | -------- |
| 2020   | GRT Yamaha WorldSBK Junior Team | Yamaha YZF-R 1 | 22     | –     | 1       | 2       | –     | –            | 103    | 11.      |
| 2021   | GRT Yamaha WorldSBK Junior Team | Yamaha YZF-R 1 | 37     | –     | 1       | 1       | –     | –            | 228    | 7.       |
| 2022   | GYRT GRT Yamaha WorldSBK Team   | Yamaha YZF-R 1 | 33     | –     | –       | 1       | –     | –            | 142    | 11.      |
| 2023   | Bonovo Action BMW               | BMW M 1000 RR  | 36     | –     | –       | –       | 1     | –            | 144    | 12.      |
| 2024   | Bonovo Action BMW               | BMW M 1000 RR  | 3      | –     | –       | –       | –     | –            | 15     | 10.      |
| Gesamt | Gesamt                          | Gesamt         | 131    | 0     | 2       | 4       | 1     | 0            | 632    |          |

### In der Motorrad-Weltmeisterschaft
| Saison | Klasse | Team                         | Motorrad      | Rennen | Siege | Zweiter | Dritter | Poles | Schn. Runden | Punkte | Ergebnis |
| ------ | ------ | ---------------------------- | ------------- | ------ | ----- | ------- | ------- | ----- | ------------ | ------ | -------- |
| 2020   | MotoGP | Monster Energy Yamaha MotoGP | Yamaha YZR-M1 | –      | –     | –       | –       | –     | –            | 0      | –        |
| 2021   | MotoGP | Petronas Yamaha SRT          | Yamaha YZR-M1 | 1      | –     | –       | –       | –     | –            | 0      | 29.      |
| Gesamt | Gesamt | Gesamt                       | Gesamt        | 1      | 0     | 0       | 0       | 0     | 0            | 0      |          |